# Into the Unknown (Lied)
Into the Unknown ist ein für den Disney-Film Die Eiskönigin II (Frozen 2) von Kristen Anderson-Lopez und Robert Lopez geschriebenes Lied. Es wird von Idina Menzel gesungen. In der deutschen Fassung des Films heißt das Lied „Wo noch niemand war“ und wird von Willemijn Verkaik gesungen. Das Lied war unter anderem in der Kategorie Bester Song 2020 für den Oscar und für den Golden Globe nominiert worden.

## Veröffentlichung
Into the Unknown spielt eine Rolle in einer der Schlüsselszenen des Films. Elsa ist alleine und reagiert auf eine Stimme (Aurora Aksnes), die sie ruft. Ist sie zunächst ablehnend gegenüber der Stimme und widersetzt sich dem Ruf, ändert sie mit dem Lied ihre Meinung und ist nun bereit in das Abenteuer zu ziehen. Das Lied wird in der Originalversion als von Panic! at the Disco gespielte E-Gitarrenmusik während des Abspanns erneut gespielt. In der deutschen Fassung ist eine von Mark Forster gesungene Version während des Abspanns zu hören.
Auf dem am 15. November 2019 veröffentlichtem offiziellen Soundtrack ist die von Idina Menzel gesungene Version das dritte und die von Panic! at the Disco gespielte Cover-Version das neunte Stück. Die Fassungen von Menzel und von Panic! at the Disco finden sich auch auf dem deutschen Soundtrack (Nummern 26 und 9). Die Version von Wo noch niemand war von Willemijn Verkaik ist Nr. 3, die von Mark Forster Nr. 12 auf dem deutschen Soundtrack.
Bei der Oscar-Gala sang Idina Menzel das Lied, wurde aber von der Interpreten für die Fassungen in Dänemark, Deutschland, Japan, Lateinamerika, Norwegen, Polen, Russland, Spanien und Thailand unterstützt, die jeweils Zeilen in ihren Sprachversionen sangen.

## Hintergrund
Das Lied greift, wie auch der Film, Anregungen aus der traditionellen Kultur Norwegens auf. Die von der Hintergrundstimme (Aurora Aksnes) gesungene Melodie ist an einen norwegischen Hirtenruf angelehnt, mit denen Kühe in den Stall zurückgerufen wurden. Die hohe Stimmlage entspricht der, mit der die Frauen Norwegens über größere Entfernungen kommunizierten.

## Rezeption
Into The Unknown wird als eine Fortsetzung des Liedes Let It Go aus dem ersten Teil Die Eiskönigin verstanden. Erkenne Elsa mit Let It Go ihre Kräfte, akzeptiere sie nun mit Into The Unknown den Ruf der damit einhergehenden Verantwortung. Dieses Lied, wie auch Let It Go und das später in Eiskönigin von Elsa gesungene Show Yourself singt sie, wenn sie alleine ist und eine Entscheidung fällt. Hierdurch würde die introvertierte Natur Elsas betont. Andererseits wird interpretiert, dass Elsa mit ihren Kräften am Ende des Liedes Einsamkeit ausdrücke. Allerdings seien mit dem Ende Elsas Unsicherheiten und drängende Fragen weiter ungelöst.

## Internationale Versionen
Bei seiner Kinoveröffentlichung hatte der Film weltweit 47 Synchronfassungen, das Lied Into the Unknown insgesamt 46 Versionen: Die französische Version, gesungen von Charlotte Hervieux, wurde sowohl in der Synchronfassung in Frankreich und Franko-Kanada verwendet, obwohl der Rest der Synchronisationen unabhängig war. Unter den veröffentlichten Synchronisationen waren auch Versionen in Tamilisch, Telugu und Nordsami, die für die Fortsetzung aufgenommen wurde, obwohl der erste Film nie in diese Sprachen synchronisiert wurde.
Wie bereits im ersten Teil von Die Eiskönigin sang die niederländische Musicaldarstellerin Willemijn Verkaik sowohl die niederländische als auch die deutsche Ausführung.
Am 13. Dezember 2019 wurde ein mehrsprachiges Video des Songs mit 29 der 47 vorhandenen Versionen auf Disneys Vevo-Kanal veröffentlicht.
Am 9. Februar, 2020 spielten Menzel und Aurora (Aurora Aksnes) das Lied während der 92. Oscar-Verleihung zusammen mit neun der internationalen Sänger des Songs, die in neun verschiedenen Sprachen sangen: Maria Lucia Heiberg Rosenberg auf Dänisch, Willemijn Verkaik auf Deutsch, Takako Matsu auf Japanisch, Carmen Sarahí auf lateinamerikanischem Spanisch, Lisa Stokke auf Norwegisch, Kasia Łaska auf Polnisch, Anna Buturlina auf Russisch und Wichayanee Pearklin auf Thailändisch.

## Auszeichnungen und Nominierungen (Auswahl)
- Phoenix Film Critics Society Awards 2019: Ausgezeichnet als Best Original Song.[11]
- Satellite Awards 2019: Nominierung, ausgezeichnet wurde das Lied (I’m Gonna) Love Me Again aus dem Film Rocketman.[12]
- Oscarverleihung 2020: Nominierung als Bester Song. Der Oscar ging an Elton John und Bernie Taupin für (I’m Gonna) Love Me Again aus Rocketman.[13]
- Critics’ Choice Movie Awards 2020: Nominierung als Bestes Lied. Ausgezeichnet wurden in einem Unentschieden Glasgow (No Place Like Home) aus Wild Rose und (I’m Gonna) Love Me Again aus dem Film Rocketman.[14]
- Golden Globe Awards 2020: Nominierung als Best Song. Die Auszeichnung erhielt (I’m Gonna) Love Me Again aus dem Film Rocketman.[15]